# Wille Gottes (Organisation)
Der Wille Gottes (russisch Божья Воля) nennt sich eine Organisation von ultrarechten Orthodoxen in Russland. Ihr Anführer ist Dmitri Zorionow (Дмитрий Цорионов).
Die Organisation ist ein Teil der in Russland ab den 2010er Jahren erstarkenden rechtskonservativen Bewegung, die sich als Hüter der orthodox geprägten russischen Identität sieht. Anhänger des „Wille Gottes“ hatten wiederholt die Todesstrafe für Gotteslästerung und Homosexualität gefordert. Die Gruppe sieht sich von der russisch-orthodoxen Kirche gedeckt. Sie gilt als wichtige Machtstütze des Kreml. Die Gruppe sieht die orthodoxe Kirche als unanfechtbare moralische Instanz. Zur Stärkung der Position der Kirche in der Gesellschaft hatte die Duma 2015 ein Gesetz zum Schutz religiöser Gefühle erlassen.
Der Organisation wurde 2013 ein tätlicher Angriff auf einen Pussy-Riot-Unterstützer vorgeworfen.

## Überfall der Partei Jabloko
Der „Wille Gottes“ überfiel 2013 das Büro der liberalen Jabloko-Partei. Zorionow und seine Freunde plünderten den Broschürenstand der Partei und verbrannten die Parteimaterialien anschließend in einer Mülltonne. Dabei skandierten sie „Jabloko – Partei von Satanisten und Perverslingen“.

## Zerstörung von Kunst
In Moskau hatten militante orthodoxe Aktivisten des „Wille Gottes“ am 17. August 2015 die Ausstellung „Skulpturen, die wir nicht sehen“ angegriffen. Sie beschädigten in der staatlichen Kunsthalle „Manege“ Kunstwerke mit religiösen Motiven. Die Ausstellung zeigte Kunstwerke aus der Zeit der Sowjetunion, die damals nicht gezeigt werden durften. Nach Angaben der Kunsthalle wurden mindestens vier Arbeiten des auch international bekannten 1986 verstorbenen Künstlers Wadim Sidur beschädigt und teils auch zerstört. Sidur zählt zu den wichtigsten russischen Bildhauern des 20. Jahrhunderts.
Der Anführer des „Wille Gottes“ Dmitri Zorionow forderte, die Schau müsse wegen Gotteslästerung geschlossen werden. Der Menschenrechtsbeauftragte beim Kreml, Michail Fedotow, kritisierte die Gruppe nach dem Angriff scharf und verglich sie mit dem Islamischen Staat (IS), der in Syrien aus religiösem Wahn Kunstschätze zerstörte.